# Återställ Våtmarker
Återställ Våtmarker (en español, Restaurar Humedales) es una organización ambientalista activista sin fines de lucro en Suecia fundada en marzo de 2022 por Helen Wahlgren y Alfred Westh. La organización forma parte de la Red A22 desde mayo de 2022.
El objetivo de la organización es restaurar los humedales excavados en Suecia, porque liberan a la atmósfera dióxido de carbono, clasificado como gas de efecto invernadero, y contribuyen así al calentamiento global. La organización ha presentado demandas para que se prohíba la extracción de turba y que las tierras donde se ha llevado a cabo la extracción de turba se devuelvan a los humedales.
La organización utiliza la desobediencia civil en acciones visibles en los medios como método para llamar la atención sobre sus objetivos. Los activistas han sido condenados varias veces por delitos, incluido sabotaje, en relación con las manifestaciones de la organización.
Llamaron la atención principalmente cuando pararon el tráfico sentándose en las calles e interrumpieron varios eventos televisivos en vivo con muchos espectadores. Entre otras cosas, han realizado acciones en los programas Allsång på Skansen, Melodifiestivalen e Idol, portando carteles con el texto "Restaurar Humedales".

## Activismo consciente
Durante agosto de 2022, el grupo llevó a cabo un control de carretera en E4 que impidió que una ambulancia en alerta prio-1 llegara al Hospital Universitario Karolinska. El retraso se estimó entre 7 y 8 minutos. El grupo afirmó que sus acciones eran necesarias, que actuaron en caso de emergencia, pero esta opinión no fue compartida por el tribunal de distrito de Solna. Como resultado, se dictó sentencia en la que se condenó a doce personas.
En agosto de 2022, en el último episodio del verano de Allsång en Skansen, la organización se manifestó durante una actuación de Tommy Körberg. El movimiento también realizó una manifestación durante el final en vivo de Idol el 25 de noviembre de 2022.  Durante la cuarta parte del Melodifestivalen en Malmö Arena el 25 de febrero de 2023, la organización se manifestó durante la interpretación de Loreen de "Tattoo".
Återställ Våtmarker junto con Klimatalliansen realizaron en abril de 2023 un bloqueo de vehículos en Estocolmo. Uno de los participantes fue, entre otros, la exlíder del partido Gudrun Schyman. El 17 de abril de 2023, activistas del movimiento entraron en el Riksdag de Suecia durante el debate presupuestario y llevaron a cabo una acción de protesta desde las gradas.
También hicieron una demostración durante la final en vivo de Let's Dance en mayo de 2023. En la víspera de Año Nuevo, el 31 de diciembre de 2023, tres activistas intentaron asaltar el escenario durante la Batalla de los Doce en Skansen cuando el actor Tomas von Brömssen iba a leer el Nyårsklockan, pero fueron detenidos por los guardias.
Durante Vasaloppet 2024, varios activistas fueron detenidos cuando iniciaban una acción en el puente de Aukland justo antes de la meta en Mora. Esto molestó al líder de la carrera, Torleif Syrstad, quien se vio obligado a cambiar de pista, pero aun así logró ganar la carrera.

## Portavoces
- 2022: Josefin Eidrup Dahlberg